# 18728 Grammier
18728 Grammier è un asteroide della fascia principale. Scoperto nel 1998, presenta un'orbita caratterizzata da un semiasse maggiore pari a 2,6927113 UA e da un'eccentricità di 0,1975509, inclinata di 5,43045° rispetto all'eclittica.